# Партизанска болница у Пријепољу
Рушевине партизанске болнице у Пријепољу, на левој обали Лима у подножју брда Кошевине, представљају успомену на тешку борбу која се овде водила 4. децембра 1943. године између Прве шумадијске и Друге пролетерске бригаде, с једне стране и немачких јединица које су надирале на слободну територију. Представљају непокретно културно добро као споменик културе од изузетног значаја.
Само у току једног дана пало је или нестало у набујалом Лиму неколико стотина партизанских бораца, не дозволивши Немцима да пређу преко моста у правцу Пљеваља. То је највећи губитак и пораз који је претрпела партизанска војска на тако малом простору и у једној бици. Место је обележено монументалним спомеником (скулптуром) 1954. године и пратећим обележјима (спомен-плоче са текстом и барељефне бронзане плоче са сценама из рата). У заједничкој спомен-костурници су сахрањени пали борци. Аутор споменика је Лојзе Долинар.
Рушевине партизанске болнице су конзервиране шездесетих година двадесетог века.